# 24728 Scagell
24728 Scagell è un asteroide della fascia principale. Scoperto nel 1991, presenta un'orbita caratterizzata da un semiasse maggiore pari a 2,4020363 UA e da un'eccentricità di 0,0734170, inclinata di 8,31030° rispetto all'eclittica.